# Great Balls of Fire!
Great Balls of Fire! (bra: A Fera do Rock; prt: Rock de Fogo) é um filme norte-americano de 1989, dos gêneros drama músico-cômico-biográfico, com roteiro de McBride e Jack Baran baseado no livro de Myra Lewis e Murray M. Silver Jr. 
É retratado no filme o início da carreira de Jerry Lee Lewis, desde sua ascensão ao estrelato do rock and roll até seu casamento controverso com sua prima de 13 anos que acabou levando à sua queda. Até que o escândalo do casamento depreciasse sua imagem, muitos pensavam que Lewis suplantaria Elvis Presley como o "Rei do Rock and Roll" na década de 1950.
En 1990, Winona Ryder ganhou o prêmio de Melhor Atriz nos Young Artist Awards.

## Sinopse
O filme conta a história de Jerry Lee Lewis (Dennis Quaid), apelidado de "The Killer", durante os anos iniciais do rock and roll, 1956-1958. Lewis é mostrado como um homem de várias faces: um talentoso músico indisciplinado, um alcoólatra, marido que espanca a mulher e pedófilo.
Quando Lewis atinge o topo das paradas com sucessos como "Crazy Arms", "Whole Lotta Shakin' Goin' On," e "Great Balls of Fire!", sente-se atraído por sua prima de 13 anos, Myra Gale Lewis (Winona Ryder), e um dia se casa com ela. Também é mostrado o relacionamento de Lewis com outro primo, o pastor Jimmy Swaggart (Alec Baldwin). A carreira religiosa de Swaggart o mantém em constante conflito com a vida selvagem do rock and roll. 
Quando um repórter britânico (Peter Cook) revela que ele está casado com sua prima adolescente, Lewis é execrado pelo público como pedófilo pervertido. O filme termina quando Lewis descobre que sua prima de 13 anos está grávida. 

## Produção
A história foi coescrita por Myra Gale Lewis (sua autobiografia Great Balls of Fire!), a ex-esposa de Jerry Lee Lewis, com Murray Silver. Apesar disso, o coroteirista Silver ficou chateado com a falta de precisão no filme, alegando que era "falso". O diretor Jim McBride admitiu que nunca foi sua intenção vincular seu filme aos fatos e declarou: "Este filme não se apresenta de forma alguma como um documentário histórico. Usamos o livro como um ponto de partida".
Lewis declarou abertamente que odeia o filme e o livro em que foi baseado. Ele, no entanto, elogiou a interpretação de Quaid dele no filme, dizendo que "ele realmente conseguiu". Quaid até aprendeu a tocar piano "estilo Lewis" para o papel.
Este foi o último filme do ator Trey Wilson. Ele morreu aos quarenta anos de uma hemorragia cerebral em janeiro de 1989, antes do lançamento do filme.

### Filmagens
O filme foi gravado em locações em Marion, Arkansas, Memphis, Tennessee, e West Memphis, Arkansas.

## Recepção

### Resposta da crítica
O agregador de críticas Rotten Tomatoes informou que 60% dos críticos deram ao filme uma crítica positiva, com base em 25 críticas. O consenso crítico diz: "Great Balls of Fire! romantiza os elementos mais perturbadores da controversa história de vida de Jerry Lee Lewis, mas a atuação de Dennis Quaid e a trilha sonora recheada de músicas clássicas dão a essa cinebiografia um pouco de fogo e faíscas".
Roger Ebert, crítico de cinema do Chicago Sun-Times, não gostou do filme por causa de seu roteiro, e escreveu: "Esta é uma história simplória do rock 'n' roll em que os prazeres são muitos e os problemas são poucos. Lewis, interpretado por Dennis Quaid como um simplório sorridente com uma veia maluca e um estilo de pianista maníaco, sobe na mesma carreira que muitas das estrelas das biografias musicais, mas ele faz isso com a velocidade da luz." Ebert também disse que Quaid fez um bom trabalho ao reproduzir a personalidade de palco de Lewis.
A crítica Caryn James escreveu que o filme retrata o lado divertido do rock and roll, e escreveu: "O filme de Jim McBride é uma versão comprimida e limpa da história de Jerry Lee Lewis, mas recria a alma e a mente. Ele também captura, talvez pela primeira vez em filme, algo da aura sexual do rock and roll desde seu nascimento." No entanto, ela acrescentou que quem procura um verdadeiro sentido da história da música ficará decepcionado com o filme.

### Bilheteria
O filme estreou em 1.417 telas nos Estados Unidos em 30 de junho de 1989. As receitas de bilheteria foram ruins, com o filme terminando em sétimo lugar no fim de semana com uma receita bruta de US$ 3.807.986 e, eventualmente, arrecadando US$ 13.691.550.

## Home media
Great Balls of Fire! foi lançado em DVD pela MGM Home Entertainment em 1 de abril de 2003 como um DVD de ecrã panorâmico da Região 1. O filme foi lançado em Blu-ray pela Olive Films em 27 de fevereiro de 2018.[carece de fontes?]